# 高橋茉琴
高橋 茉琴（たかはし まこと、1988年6月15日 - ）は、日本の女優、舞台女優。本名は芸名と同じ。愛称はまこ・まここ等。team Genius bibiのメンバー。ファンによって開設されたファンクラブ名は「まここい〜高橋茉琴のまこについてこい〜」。本人も公認している。元々公募されていた名称の中から本人が気に入ったものが採用されている。2020年3月に所属していたBRUTUSを退所し、現在はフリーで活動している。

## 経歴
- 高校1年生の時に、父親を師匠として津軽三味線を習う。芝居に活かせる特技が欲しい、との理由で始めたが、現在は名取である[2]。名取名は澤田信亜弥。ちなみに母親も三味線奏者である。
- もともと児童劇団に入団していたが、舞台の勉強のために桐朋学園芸術短期大学へ入学する[3]。
- 2011年、郡司行雄プロデュース　『真夏の夜の夢〜LOVE2011〜』に、主役のパック役で本格デビューを果たす。
- 2015年からLegs&Loinsに所属して活動の幅を広げる。2018年より「ワオ・エージェンシー」所属となる。その後2019年4月1日に株式会社BRUTUSへ移籍したが、翌年退所してフリーとなり活動を続けている。
- 演劇集団「team Genius bibi」の主要メンバーとして星宏美・松原胡春らと名を連ねており、2020年1月の舞台公演後はYouTubeでの動画配信も行っているほか、公式ホームページではオリジナルグッズの通信販売も行われている。

## 出演

### 映画
- フシギのたたりちゃん（2000年7月15日、東映）

### テレビドラマ
- 新・天までとどけ（2000年、TBS）
- 水曜ミステリー9『刑事吉永誠一涙の事件簿11』（2013年、テレビ東京）
- ビブリア古書堂の事件手帖（2013年、フジテレビ）
- 非公認戦隊アキバレンジャーシーズン痛（2）（2013年、BS朝日/東京MX）
- 女と男の熱帯（2013年、WOWOW）
- めしばな刑事タチバナ（2013年、テレビ東京）
- 白衣のなみだ 慈命（2013年、フジテレビ）
- 孤独のグルメ Season3 第10話 （2013年9月11日、テレビ東京） - 看護師客(1) 役
- HERO（2014年、フジテレビ）
- マザー・ゲーム〜彼女たちの階級〜（2015年、TBS）

### 舞台
2009年
- 桐朋学園芸術短期大学卒業公演　『森は生きている』（六本木俳優座劇場）

2011年
- 郡司企画ミュージカル　『真夏の夜の夢〜LOVE2011〜』（ムーヴ町屋） - 主演：パック 役

2012年
- NPO法人 社会貢献ミュージカル振興会　『やまない雨』（9月27日 - 28日、新宿区立四谷区民ホール） - 尾崎今日子 役
- 高田クラブ特別講演『居酒屋甲子園』（10月22日 - 23日、千本桜ホール） - 京子 役
- 井上泰治プロデュース『元禄ヨシワラ心中』（11月27日 - 12月2日、新宿スペース107） - 三雲 役

2013年
- 萬屋錦ノ助一座 ざ☆よろきん　『Deadmans Days』（5月21日 - 26日、シアターグリーンBASE THEATER） - 加代 役
- 萬屋錦ノ助一座 ざ☆よろきん　『高松心中』（7月10日 - 15日、シアターグリーンBOX in BOX THEATER） - 若汐 役
- 劇団ビタミン大使ABC　『Hと非H』（11月7日 - 10日、シアターサンモール） - ミドリ 役
- NPO法人 社会貢献ミュージカル振興会　『やまない雨』（11月28日 - 29日、豊島区立南大塚ホール） - 尾崎今日子 役

2014年
- 萬屋錦ノ助一座 ざ☆よろきん　『振袖大火〜吉原木遣り唄〜』（1月4日 - 13日、シアターグリーンBOX in BOX THEATER） - お弦 役
- シアターキューブリック　『七人みさき』（5月21日 - 25日、池袋あうるすぽっと） - 禿役
- InitiaFilml　『あなたに贈るキス2』（7月9日 - 13日、六本木俳優座劇場） - 瀬野信子 役
- team Genius bibi　『嘘つき歌姫』（10月15日 - 19日、シアターグリーンBOX in BOX THEATER） - 白鳥モモ 役
- シアターキューブリック　『サンタクロース・ドットコム!』（12月19日 - 28日、中野テアトルBONBON） - 能代留美 役

2015年
- team Genius bibi　『ソウサイノチチル』（3月11日 - 15日、笹塚ファクトリー） - 篠原友美 役
- ゴブリン串田のミニシアター特別公演　『カイワゲキタチ』（3月28日 - 30日、神田Kホール）
- 萬屋錦ノ助一座 ざ☆よろきん　『晒場慕情〜恋慕の木遣り唄〜』（5月12日 - 17日、シアターグリーンBASE THEATER） - かめ 役
- team Genius bibi 6th ACT　『くるわに咲けと』（8月5日 - 9日、大塚萬劇場）
- 劇団空感演人プロデュース　『オサエロ』（8月19日 - 24日、両国Air studio） - 夏子 役
- ACTOR'S TRASH ASSH　『轟然』（9月17日 - 20日、シアターサンモール） - 三味線奏者での出演
- シアターキューブリック結成15周年ローカル鉄道二本立て公演第二弾　『ひたちなか海浜鉄道スリーナイン』（11月7日 - 8日・14日 - 15日） - 美波 役
- 劇団居酒屋ベースボール 3ヵ月ロングラン企画　『えのもとぐりむ作品集〜クジラの歌〜』（11月24日 - 29日、下北沢Geki地下リバティ） - 一葉 役
- 劇団居酒屋ベースボール 3ヵ月ロングラン企画　『えのもとぐりむ作品集〜鴟梟-sikyo-〜』（12月11日 - 20日、下北沢Geki地下リバティ） - 折居 役

2016年
- 劇団居酒屋ベースボール 3ヵ月ロングラン企画　『えのもとぐりむ作品集〜くるわに咲けと〜』（1月6日 - 10日、下北沢Geki地下リバティ） - 菫 役
- 劇団居酒屋ベースボール 3ヵ月ロングラン企画　『えのもとぐりむ作品集〜えのもとぐりむのやわらかいパン〜』（1月12日 - 17日、下北沢Geki地下リバティ） - アリー 役
- 劇団居酒屋ベースボール 3ヵ月ロングラン企画　『えのもとぐりむ作品集〜人の類い、十二の亜種〜』（1月26日 - 31日、下北沢Geki地下リバティ） - ジョナ 役
- SPIRAL CHARIOTS　『HATTORI半蔵II』（3月9日 - 13日、築地本願寺ブディストホール） - 望月ロクロウ 役
- シアターキューブリックローカル鉄道演劇アンコール公演『ひたちなか海浜鉄道スリーナイン-spring version-』（3月26日 - 27日・4月2日 - 3日） - 美波 役
- 劇団SPACE☆TRIP　『ホンキー!トンキー!クライング!〜部屋に幽霊とロックで大迷惑〜』（4月29日 - 5月1日、千本桜ホール） - 坊尾羽衣 役
- L&L企画　『お子さまランチ』（5月18日 - 22日、シアターグリーンBOX in BOX THEATER） - サナエ 役
- 家康公祭り特別企画　『直虎』（5月28日 - 29日、浜松城公園） - お徳 役
- As feelプロデュース　『きみとぼくのいのち』（6月30日 - 7月3日、ウッディシアター中目黒） - 大石博美 役
- FAP企画　『拝啓、絶望殿』（8月25日 - 28日、中板橋新生館スタジオ） - 伊藤るり 役
- Hi-ACE　『どっかのだれか』（9月7日 - 11日、シアターブラッツ） - マドカ 役
- P-5　『Stubborn』（9月30日 - 10月2日、中板橋新生館スタジオ）
- エアースタジオ　『Kiss Me You〜がんばったシンプー達へ〜』（11月3日 - 13日、中目黒　キンケロ・シアター） - 須藤宮子 役
- 劇団fool　『「華」prologue1　　絆-彩演-』（11月26日 - 29日、武蔵野芸術劇場） - 黄魅 役
- ポンポンペインシアター　『最悪のメタファー』（12月21日 - 25日、てあとるらぽう） - いつか 役

2017年
- 劇団SPACE☆TRIP　『君が予む物語〜パーリーエスパーピーポーズ〜』（1月13日 - 15日、千本桜ホール） - サンサーラ遠藤 役
- As feelプロデュース　『空港』（1月19日 - 22日、下北沢　楽園）
- ぐりむの法則　『嘘つき歌姫』（2月16日 - 20日、シアターサンモール） - 白鳥モモ 役
- ゴブリン串田プロデュース公演　『僕らの初体験奮闘記89'』（3月22日 - 26日、下北沢　楽園） - 古川正子（マーヤン） 役
- えのもとぐりむ　✕　私オム　『ピクトグラム』（4月4日 - 9日、シアター風姿花伝） - 井上まい 役
- Southern'Xプロデュース　『星空ハーモニー』（4月18日 - 23日、CBGKシブゲキ!!） - 火野芽唯 役
- 第27班　『morning sun』（5月10日 - 14日、テアトルBONBON） - フミカ 役
- 劇団fool　『華』（6月7日 - 11日、テアトルBONBON） - 黄魅 役
- MANIAX　『Odd Love Story〜変愛話〜 SF1x』（6月22日 - 25日、神田SpaceCUBE）
- 七味の一味　『家族百景』（7月14日 - 17日、ラゾーナ川崎プラザソル）
- 明治座　大地真央主演作品『ふるあめりかに袖はぬらさじ』（7月7日 - 8月6日、明治座） ※澤田信亜弥名義で出演
- M-SMILE　『まいっちんぐマチコ先生〜臨海学校で人魚伝説!そんな事ってアリエル?の巻〜』（8月17日 - 20日、築地ブディストホール） - 愛知タマ子教頭 役
- team Genius bibi　『フクロウガスム』（9月20日 - 24日、シアターグリーンBIG TREE THEATER）
- MANIAX　『Promising Cage〜かごめの歌〜』（10月12日 - 15日、神田Space CUBE）
- HIKONE ART CASTLE 2017　『彦根物語　女城主と井伊直政』（11月4日 - 5日、ひこね市文化プラザ エコーホール） - お徳 役
- 宮下貴浩✕私オム　2017 Christmas特別公演　『蛇の亜種』（12月20日 - 28日、下北沢Geki地下リバティ） - サワ役

2018年
- 劇団fool　『夢ー戦華ー』（1月17日 - 21日、シアターグリーンBIG TREE THEATER） - 夢未陽菜役
- ASSH　『君よ叫べ、其ノサガノ在ルガ儘ニ』（3月24日 - 4月1日、サンモールスタジオ） - 語り部（17年後の玉依姫）役
- MANIAX　『Unusual Love Story～SP0x～』（4月12日 - 15日、神田SpaceCUBE）
- SPIRAL SQUAD　『MURDER』（5月24日 - 27日、Theater 新宿スターフィールド） - 厚木陽子役
- シアターキューブリック『銚電スリーナイン ～Return to the Roots～』（7月14日 - 29日、銚子電鉄列車内＆外川のまち）
- 劇団ToyLateLie『稔』（8月15日 - 19日、LIVESTAGE hodgepodge）- 赤川優希役
- ぐりむの法則　『アイスベリーバグ』（9月7日 - 9日、CBGKシブゲキ!!）- 青野役
- シアターキューブリック『十二階のカムパネルラ』（11月21日 - 25日、浅草九劇）- 高瀬露役（主演）

2019年
- 劇団fool　『愛ーAIー』（2月21日 - 24日、武蔵野芸術劇場） - 愛役
- 第27版　『蛍』（3月20日 - 24日、大塚萬劇場） - チナツ役
- ゴブリン串田プロデュース公演　『僕らの初体験奮闘記89'』（6月19日 - 23日、下北沢「劇」小劇場） - 古川正子（マーヤン） 役
- MANIAX 『長耳と甲羅～SFR0x～』（7月17日 - 21日、ステージカフェ下北沢亭）- 真鍋瑠南　役
- 星広行・谷口敏也プロデュース『流星と踊れ』（8月2日 - 4日、日暮里D倉庫） - 橋本のぞみ 役
- きくえのもとぐりむ『でかける時はいつも』（8月31日 - 9月3日、新宿眼科画廊 スペース地下）
- 大地真央主演作品『ふるあめりかに袖はぬらさじ』（10月18日 - 27日、博多座　　11月3日 - 27日、明治座）

2020年
- team Genius bibi　『ハリトイト』（1月23日 - 26日、下北沢Geki地下リバティ） - 村上遥香 役
- 赤い猫　『黒女～kurome～』（3月18日 - 22日、ステージカフェ下北沢亭）
- ViStar PRODUCE　『引き結び～紬ぎ結ぶは時間の糸～』（上演延期）
- ぐりむの法則　『えのもとぐりむ朗読劇　三部作【記憶観覧車】』（6月23日 - 7月5日、赤坂RED THEATER）
- Cooch　『WWW』（10月21日 - 10月25日、アトリエファンファーレ東池袋） - イ・ソクジュ 役
- ぐりむの法則　『一人芝居【うぶ声】』（10月30日 - 11月3日、新宿眼科画廊）
- ネコ脱出　『おちゃのこさいさい』（12月23日 - 12月27日、下北沢「劇」小劇場） - 青山輝 役

2021年
- TEAM風雷Bow　『Re:act artifact』（4月14日 - 4月18日、大塚萬劇場） - シュカ 役
- ViStar PRODUCE　『引き結び～紬ぎ結ぶは時間の糸～』（5月19日 - 5月23日、中野テアトルBONBON）
- 劇団fool　『影-KAGE-』（6月17日 - 6月20日、武蔵野芸術劇場） - 胡粉胡桃 役
- 劇団fool　『雨-AME-』（8月19日 - 8月22日、武蔵野芸術劇場） - 胡粉胡桃 役

2022年
- 劇団fool　『別れを刻む物語 『命-INOCHI-』』（6月24日 - 6月26日、武蔵野芸術劇場）- 紅 和命 役
- モリマリキョウノツドイ公演 『遅夏』（10月7日 ‐ 10月10日 けやきの森季楽堂）‐ 智香 役
- 第２７班　『蛍』（12月2日‐12月11日、三鷹市芸術文化センター星のホール）‐  チナツ役
- ProjectAmythos旗揚げ公演『空の匣庭』teameCANNAN - サリエル 役（ダブル主演）（上演延期）                                    2023年
- ネコ脱出20周年記念公演2作品上演              （2023年4月6日~4月9日 新宿シアタートップス）『朱の鴉』ｰ 楠木 桜和（刑事）役      『月を殴れ』ｰ 楠木 舞 役（主演）
- people A 『私のけもの』（4月22日~5月14日 小劇場 楽園）ｰ タクシー運転手役（主演）
- ViStar PRODUCE ReStart 『引き結びー紬ぎ結ぶは命の糸』（2023年5月31日~6月4日 中野テアトルBONBON）結チーム ｰ 雪江役
- Project Amythos 朗読劇『空の匣庭  ｰArchivesｰ』（2023年7月27日～7月30日 コフレリオ新宿シアター）ｰサザンカ役
- ViStar PRODUCE voi.4『引き結びｰ紬ぎ結ぶは約束の糸ｰ』 （2023年8月23日～8月27日 恵比寿エコー劇場）紬チームｰ雪絵役
- WaVe’S 『恋獄プリズン』（2023年9月13日～9月17日コフレリオ新宿シアター）ｰ西田夏菜子役
- カンムリプロデュース 『ゆいまーるぬ花』（東京公演 2023年11月15日～11月20日 中目黒キンケロシアター）（沖縄公演 2023年12月2日～12月3日 沖縄市民小劇場あしびなー）ｰ石井さやか役
- ぐりむの法則『東京のペイン』（2023年12月29日～12月31日 赤坂RDE/THEATER ）ｰ牧野秋役

2024年
- ProjectAmythos『空の匣庭』（4月25日 - 29日 振替公演 大塚萬劇場）teameCANNAN  - サリエル 役（ダブル主演）
- ぐりむの法則『再演・オウムノウシス』（5月9日 - 19日、赤坂RED/THEATER）Bチーム・Cチーム[4]
- モリハラプロデュース『楽屋』（10月10日 - 14日 大塚萬劇場）

### CM
- 日産 ノッテコ日産『初売り編』
- 興和株式会社コルゲンコーワ『鼻炎ジェル』
- 興和株式会社コルゲンコーワ『鼻炎フイルム』
- KIRIN『キリンチューハイ 氷結』
- サッポロビール『麦とホップ』
- ソニー損保『ドライバーズボイス』
- 味の素ゼネラルフーヅ『オフィスにドリンクバー!』篇・『マタロックホームズ』篇
- ピーアーク『WOW!みんなで、次のワクワクへ』篇 他

### 雑誌
- じゃらん